# Leptogium fallax
Leptogium fallax är en lavart som beskrevs av Müll. Arg. Leptogium fallax ingår i släktet Leptogium och familjen Collemataceae.   Inga underarter finns listade i Catalogue of Life.